# جول فالي
جولس ديل (بالفرنسية: Jules Vallès)‏ (10 يونيو 1832، لو بوي أون فيلاي في فرنسا - 14 فبراير 1885، الدائرة الخامسة في باريس في فرنسا)؛صحفي، سياسي، كاتب وروائي فرنسي.

## روابط خارجية
- جولس ديل على موقع الموسوعة البريطانية (الإنجليزية)
- جولس ديل على موقع ديسكوغز (الإنجليزية)